# Кондор D.6
Кондор D.6 је једноседи ловачки авион направљен у Немачкој. Авион је први пут полетео 1918. године. 

Највећа брзина у хоризонталном лету је износила 170 km/h. Размах крила је био 8,25 метара а дужина 5,80 метара. Маса празног авиона је износила 420 килограма а нормална полетна маса 645 килограма. Био је наоружан са два синхронизована митраљеза ЛМГ 08/15 Шпандау (LMG 08/15 Spandau) калибра 7,92 mm.

## Наоружање
| Наоружање авиона: Кондор       |      |
| Ватрено (стрељачко) наоружање  |      |
| Топ                            |      |
| Митраљез                       |      |
| Број и ознака митраљеза        | 2    |
| Калибар                        | 7,92 |
| Бомбардерско наоружање (бомбе) |      |
| Ракетно наоружање (ракете)     |      |